# Diócesis de Araçuaí

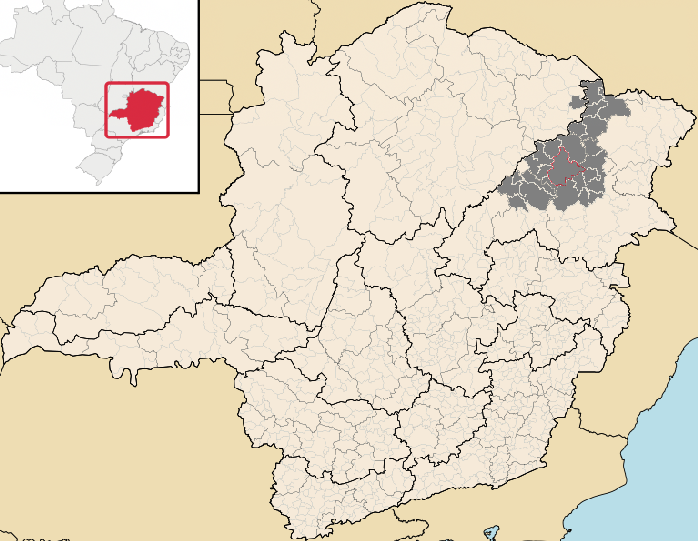
Diócesis de Araçuaí.

File:Regional CNBB Leste 2.png

La diócesis de Araçuaí (en latín: Dioecesis Arassuahyen(sis) y en portugués: Diocese de Araçuaí) es una circunscripción eclesiástica latina de la Iglesia católica en Brasil, sufragánea de la arquidiócesis de Diamantina. La diócesis tiene al obispo Esmeraldo Barreto de Farias, Ist. del Prado como su ordinario desde el 18 de noviembre de 2020. 

## Territorio y organización
La diócesis tiene 23 526 km² y extiende su jurisdicción sobre los fieles católicos de rito latino residentes en 27 municipios del estado de Minas Gerais: Águas Vermelhas, Araçuaí, Berilo, Cachoeira de Pajeú, Caraí, Catuji, Chapada do Norte, Comercinho, Coronel Murta, Curral de Dentro, Divisa Alegre, Francisco Badaró, Itaipé, Itaobim, Itinga, Jenipapo de Minas, José Gonçalves de Minas, Leme do Prado, Medina, Minas Novas, Novo Cruzeiro, Padre Paraíso, Pedra Azul, Ponto dos Volantes, Turmalina, Veredinha y Virgem da Lapa.
La sede de la diócesis se encuentra en la ciudad de Araçuaí, en donde se halla la Catedral de San José.
En 2020 en la diócesis existían 29 parroquias.

## Historia
La diócesis fue erigida el 25 de agosto de 1913, obteniendo su territorio de la diócesis de Diamantina (ahora arquidiócesis).
El 2 de abril de 1914 incorporó algunos territorios que habían pertenecido a la diócesis de Montes Claros (hoy arquidiócesis de Montes Claros): el municipio de Fortaleza de Minas, Águas Vermelhas, entonces parte del municipio de Salinas, así como porciones de los municipios de Araçuaí y Jequitinhonha.
Originalmente sufragánea de la arquidiócesis de Mariana, el 28 de junio de 1917 pasó a formar parte de la provincia eclesiástica de la arquidiócesis de Diamantina mediante la bula Quandocumque se praebuit del papa Benedicto XV.
El seminario diocesano de São José fue fundado en la época del obispo José María Pires, gracias a la ayuda financiera de la diócesis de Brescia, que también proporcionó algunos sacerdotes para la formación del seminario.
El 8 de junio de 1956, con la carta apostólica Sideribus recepta, el papa Pío XII proclamó a la Santísima Virgen María Asunta al Cielo, venerada con el título de Nossa Senhora de Lapa, patrona principal de la diócesis.
La diócesis cedió porciones de su territorio para la erección de las diócesis de:
- la diócesis de Governador Valadares el 1 de febrero de 1956 con la bula Rerum usu del papa Pío XII;[5]
- la diócesis de Teófilo Otoni el 27 de noviembre de 1960 con la bula Sicut virentes del papa Juan XXIII;[6]
- la diócesis de Almenara el 28 de marzo de 1981 con la bula Quoniam omnis Pastorum del papa Juan Pablo II.[7]

## Estadísticas
De acuerdo al Anuario Pontificio 2021 la diócesis tenía a fines de 2020 un total de 301 000 fieles bautizados.
| Año                                                                             | Población            | Población | Población      | Sacerdotes | Sacerdotes    | Sacerdotes    | Bautizados por sacerdote | Diáconos permanentes | Religiosos | Religiosos | Parroquias |
| Año                                                                             | Bautizados católicos | Total     | % de católicos | Total      | Clero secular | Clero regular | Bautizados por sacerdote | Diáconos permanentes | Varones    | Mujeres    | Parroquias |
| ------------------------------------------------------------------------------- | -------------------- | --------- | -------------- | ---------- | ------------- | ------------- | ------------------------ | -------------------- | ---------- | ---------- | ---------- |
| 1950                                                                            | 780 000              | 800 000   | 97.5           | 53         | 19            | 34            | 14 716                   |                      | 34         | 60         | 29         |
| 1959                                                                            | 1 000                | 1 030 000 | 97.1           | 63         | 21            | 42            | 15 873                   |                      | 56         | 85         | 36         |
| 1965                                                                            | 547 500              | 550 000   | 99.5           | 24         | 16            | 8             | 22 812                   |                      | 4          | 21         | 23         |
| 1970                                                                            | 610 000              | 670 000   | 91.0           | 38         | 27            | 11            | 16 052                   |                      | 11         | 33         | 26         |
| 1976                                                                            | 490 000              | 550 000   | 89.1           | 26         | 15            | 11            | 18 846                   |                      | 15         | 27         | 26         |
| 1980                                                                            | 540 605              | 603 810   | 89.5           | 31         | 18            | 13            | 17 438                   |                      | 18         | 44         | 35         |
| 1990                                                                            | 375 000              | 416 000   | 90.1           | 21         | 15            | 6             | 17 857                   |                      | 7          | 33         | 21         |
| 1999                                                                            | 457 000              | 483 000   | 94.6           | 30         | 24            | 6             | 15 233                   |                      | 6          | 29         | 21         |
| 2000                                                                            | 462 000              | 489 000   | 94.5           | 25         | 18            | 7             | 18 480                   |                      | 7          | 32         | 22         |
| 2001                                                                            | 375 000              | 400 000   | 93.8           | 24         | 17            | 7             | 15 625                   |                      | 8          | 25         | 23         |
| 2002                                                                            | 380 000              | 495 000   | 76.8           | 25         | 17            | 8             | 15 200                   |                      | 10         | 29         | 24         |
| 2003                                                                            | 251 121              | 383 840   | 65.4           | 37         | 26            | 11            | 6787                     |                      | 14         | 27         | 24         |
| 2004                                                                            | 252 221              | 383 841   | 65.7           | 25         | 17            | 8             | 10 088                   |                      | 11         | 22         | 24         |
| 2006                                                                            | 256 850              | 390 000   | 65.9           | 25         | 20            | 5             | 10 274                   |                      | 8          | 18         | 24         |
| 2012                                                                            | 280 000              | 420 000   | 66.7           | 32         | 25            | 7             | 8750                     |                      | 8          | 20         | 25         |
| 2015                                                                            | 301 500              | 430 000   | 70.1           | 31         | 21            | 10            | 9725                     | 1                    | 11         | 27         | 27         |
| 2018                                                                            | 296 445              | 422 715   | 70.1           | 36         | 35            | 1             | 8234                     | 1                    | 2          | 17         | 29         |
| 2020                                                                            | 301 000              | 429 375   | 70.1           | 38         | 31            | 7             | 7921                     | 1                    | 9          | 24         | 29         |
| Fuente: Catholic-Hierarchy, que a su vez toma los datos del Anuario Pontificio. |                      |           |                |            |               |               |                          |                      |            |            |            |

## Episcopologio
- Serafim Gomes Jardim da Silva † (12 de marzo de 1914-26 de mayo de 1934 nombrado arzobispo de Diamantina)
  - Sede vacante (1934-1937)
- José de Haas, O.F.M. † (20 de marzo de 1937-1 de agosto de 1956 falleció)
- José María Pires † (25 de mayo de 1957-2 de diciembre de 1965 nombrado arzobispo de Paraíba)
- Altivo Pacheco Ribeiro † (27 de junio de 1966-10 de noviembre de 1973 renunció)
- Silvestre Luís Scandián, S.V.D. † (4 de enero de 1975-18 de agosto de 1981 nombrado arzobispo coadjutor de Vitória)
- Crescenzio Rinaldini † (10 de mayo de 1982-8 de agosto de 2001 retirado)
- Dario Campos, O.F.M. (8 de agosto de 2001 por sucesión-23 de junio de 2004 nombrado obispo de Leopoldina)
- Severino Clasen, O.F.M. (11 de mayo de 2005-6 de julio de 2011 nombrado obispo de Caçador)
- Marcello Romano (13 de junio de 2012-25 de marzo de 2020 renunció)[9]
- Esmeraldo Barreto de Farias, Ist. del Prado, desde el 18 de noviembre de 2020